# Maisha-Maureen Auma

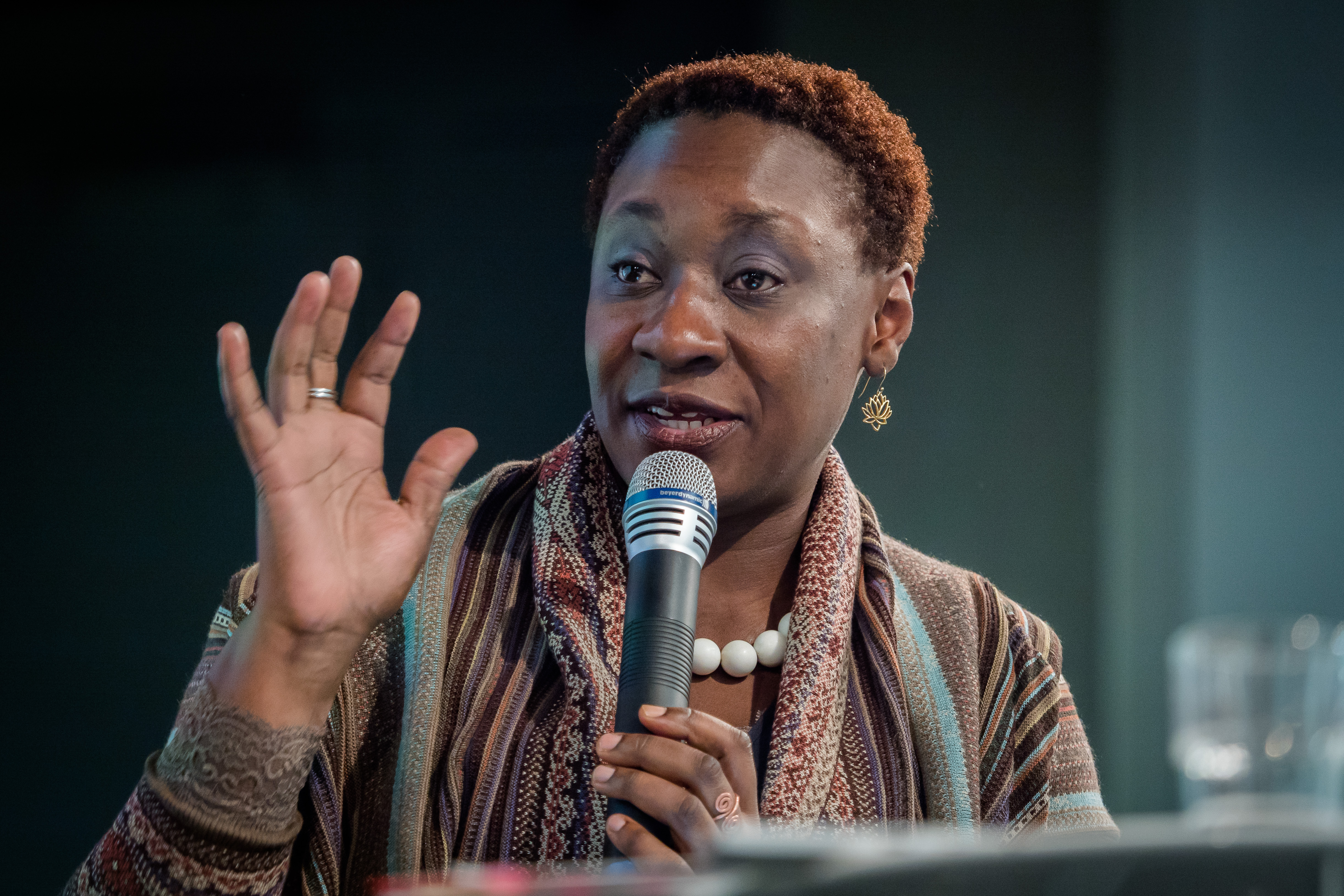
Maisha-Maureen Auma 2018 bei der Heinrich-Böll-Stiftung

Maisha-Maureen Auma (geboren 1973 in Kisumu, Kenia), auch Maisha-Maureen Eggers, ist eine deutsche Erziehungs- und Genderwissenschaftlerin. Sie ist seit 2008 Professorin für Kindheit und Differenz (Diversity Studies) an der Hochschule Magdeburg-Stendal sowie seit 2020 Gastprofessorin am Zentrum für interdisziplinäre Frauen- und Geschlechterforschung (ZIFG) der Technischen Universität Berlin.

## Leben und Werk
Maisha-Maureen Auma studierte zwischen 1992 und 1995 Sozialpädagogik an der staatlichen Fachhochschule Kiel. Anschließend studierte sie bis 2001 Erziehungswissenschaften, Psychologie und Soziologie an der Christian-Albrechts-Universität zu Kiel. 2005 promovierte Maisha-Maureen Auma ebenfalls an der Christian-Albrechts-Universität zu Kiel mit einer Arbeit über „Rassifizierung und kindliches Machtempfinden“, sie hatte ein Promotionsstipendium der Heinrich-Böll-Stiftung. Von 2005 bis 2006 war sie als Lehrbeauftragte an der Humboldt-Universität zu Berlin tätig. Sie unterrichtete an der philosophischen Fakultät im Bereich Gender Studies, wo sie in den beiden Folgejahren auch als wissenschaftliche Mitarbeiterin weiter wirkte. 
Seit 2008 ist Auma Professorin für Kindheit und Differenz (Diversity Studies) am Standort Stendal der Hochschule Magdeburg-Stendal. Sie war darüber hinaus mehrfach als Gastprofessorin an der Humboldt-Universität zu Berlin und hat die Professur von Sabine Hark am Zentrum für Interdisziplinäre Frauen- und Geschlechterforschung der Technischen Universität Berlin vertreten. 2021 wurde Auma auf die Audre Lorde-Gastprofessur des Diversitäts-Netzwerks der Berlin University Alliance berufen. Ihre Arbeitsschwerpunkte sind Diversität in Bildungsmaterialien, Differenzkonstruktionen, Rassismuskritik, Dekolonialisierung, Critical Race Theory und insbesondere Intersektionalität.
2018 begleitete sie den Konsultationsprozess der Berliner Senatsverwaltung für Justiz, Verbraucherschutz und Antidiskriminierung zu Kriterien der Sichtbarmachung und Erfassung der Diskriminierung von People of African Descent wissenschaftlich.
Maisha-Maureen Auma ist seit 1993 bei ADEFRA aktiv. Sie wurde wiederholt von Medien und Veranstaltern als Fachfrau zu Themen rund um ihren Studienschwerpunkt eingeladen. So trat sie 2007 in einer Talkrunde in der Sendung 37 Grad im ZDF zum Thema Schwarze Haut – weißer Hass auf. Ebenso war sie 2009 in der Sendung scobel auf 3Sat Gast einer Talkrunde mit dem Titel Darwin und die Rasse. 2010 nahm sie in der Werkstatt der Kulturen in Berlin an einer Talkrunde mit Michel Friedman teil. Im gleichen Jahr übernahm sie gemeinsam mit dem Berliner Bildungssenator Jürgen Zöllner die Schirmherrschaft über die Tage des Interkulturellen Dialogs Berlin-Brandenburg. 2013 schrieb sie ein Statement für die Rubrik Sonntaz-Streit der taz. Darüber hinaus gab sie mehrfach Interviews, unter anderem für die Radiosender Bayern 3 und rbbKultur.

## Veröffentlichungen
- Rassismus: Eine Definition für die Alltagspraxis (PDF; 196 kB), Berlin 2018, ISBN 978-3-948002-02-2
- als Maisha-Maureen Eggers (Hrsg.): Mythen, Masken und Subjekte: kritische Weißseinsforschung in Deutschland, Münster 2005 und 2009, ISBN 978-3-89771-440-3
- als Maisha-Maureen Eggers: Rassifizierung und kindliches Machtempfinden: wie schwarze und weiße Kinder rassifizierte Machtdifferenz verhandeln auf der Ebene von Identität, Kiel 2005

### Beiträge in
- re/visionen: Postkoloniale Perspektiven von People of Color auf Rassismus, Kulturpolitik und Widerstand in Deutschland, Münster 2018, ISBN 978-3-95405-039-0
- Peggy Piesche (Hrsg.): May Ayim Award: erster internationaler schwarzer deutscher Literaturpreis. Berlin 2004, ISBN 978-3-936937-21-3
- Interdependente Konstruktionen von Geschlecht und rassistischer Markierung: Diversität als neues Thematisierungsformat?. In: Bulletin Texte / Zentrum für Transdisziplinäre Geschlechterstudien, Humboldt-Universität zu Berlin 2011, ISSN 0947-6822, doi:10.25595/120 (PDF; 98 kB)
- Rassismus, Bundeszentrale für politische Bildung, Dossier Migration, 30. November 2017